# Rusthof

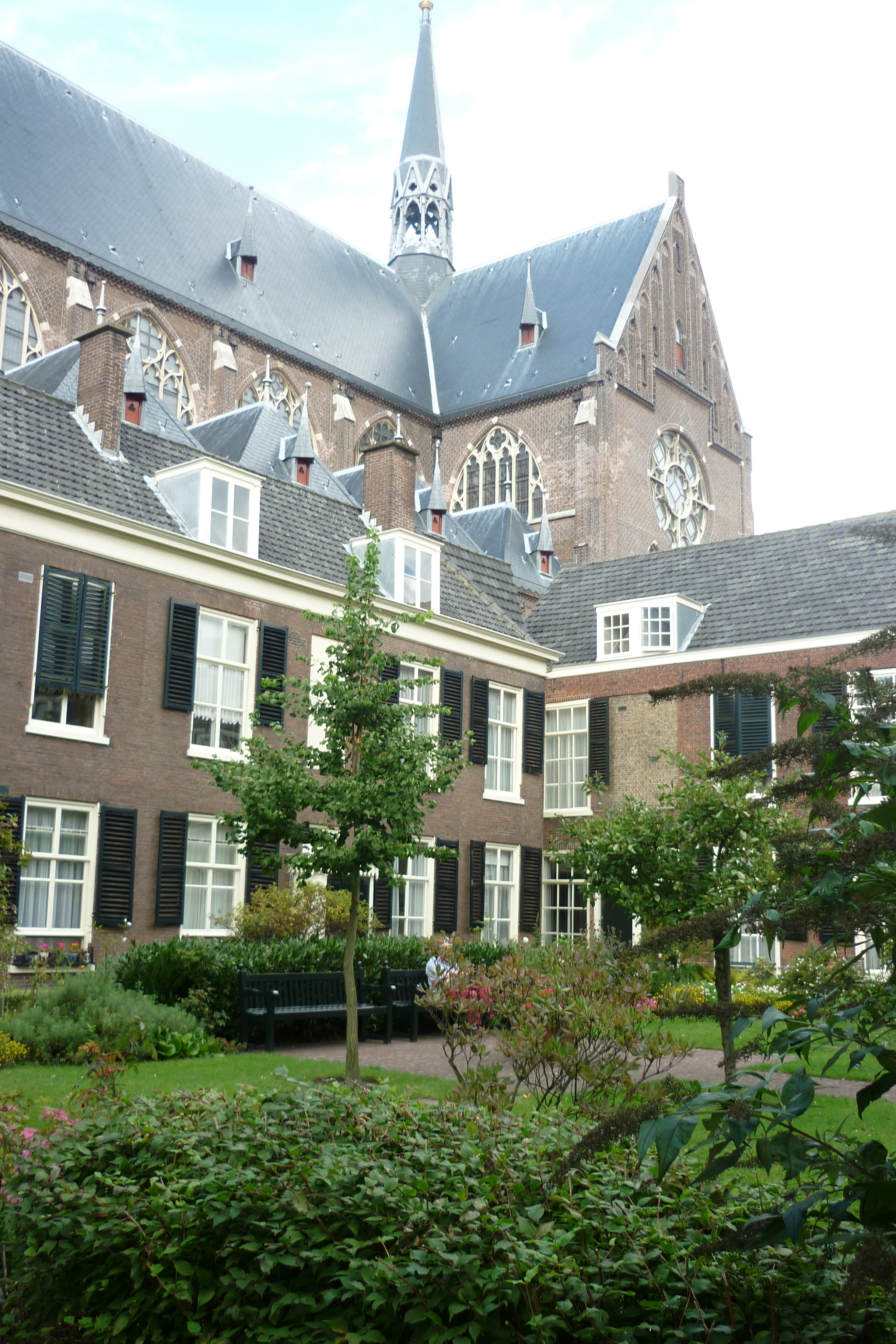

Rusthof is een van de ongeveer tien liefdadigheidshofjes in Den Haag. Het ligt aan de Parkstraat 41-61, vlak naast de Sint-Jacobuskerk.
Het hofje werd op 15 april 1841 gesticht door Elisabeth Groen van Prinsterer - van der Hoop, de echtgenote van Guillaume Groen van Prinsterer. Ze gebruikte hiervoor geld van haar schoonvader's erfenis. De Parkstraat heette toen nog de Nachtegaallaan. Zelf woonde ze in die periode op de Korte Vijverberg 3, het huidige Kabinet der Koningin.

## De bewoonsters
De eerste acht dames kwamen in 1842 op nummer 45 wonen, tegenover de ingang van het hofje. Zij moesten ouder zijn dan 55 jaar en behoren tot de Christelijk Hervormde kerk. De acht bewoonsters deelden één voordeur. Via een lange gang aan de achterkant kwamen ze in hun eigen kamer, beneden of boven. Nummer 41 werd verbouwd tot directricewoning en daar was ook de bestuurskamer. Dit hofje had geen regenten.
Nummer 43 werd een naaischool, die daar tot 1870 bleef. 
In 1849 werd er een blok van vier huisjes bijgebouwd, nrs 47-53. Daar had ieder huisje een voordeur die door twee bewoonsters werd gedeeld. Hoewel de bewoonsters een gulden huur per week moesten betalen, kregen ze wekelijks vlees en brandstof. Met de feestdagen kregen ze nog een extraatje, in natura.
In 1870 werd nummer 43, de voormalige naaischool, uitgebouwd en boven komen vier woningen. Nummer 45, waar de eerste bewoners introkken, werd ter beschikking gesteld van de Diaconesseninrichting in de Kazernestraat. De diaconessen gebruikten in de Kazernestraat drie panden die ook van Betsy Groen waren. Nummer 45 en de panden in de Kazernestraat werden achterlangs met elkaar verbonden. Ter compensatie van dit ruimteverlies worden nieuwe woningen gebouwd, nrs 55-59. Inmiddels was er al een nummer 61 gebouwd. Toen de Diaconesseninrichting in 1879 naar de Laan van Meerdervoort verhuisde, kreeg het hofje nummer 45 terug.
De ingang van het hofje is een eenvoudige deur, geen voorname poort zoals bij andere liefdadigheidshofjes. Na een smalle gang is een open plek, waar de huisjes om een tuin staan. Ze werden niet allemaal gelijk gebouwd en zijn onderling verschillend.

## Restauratie

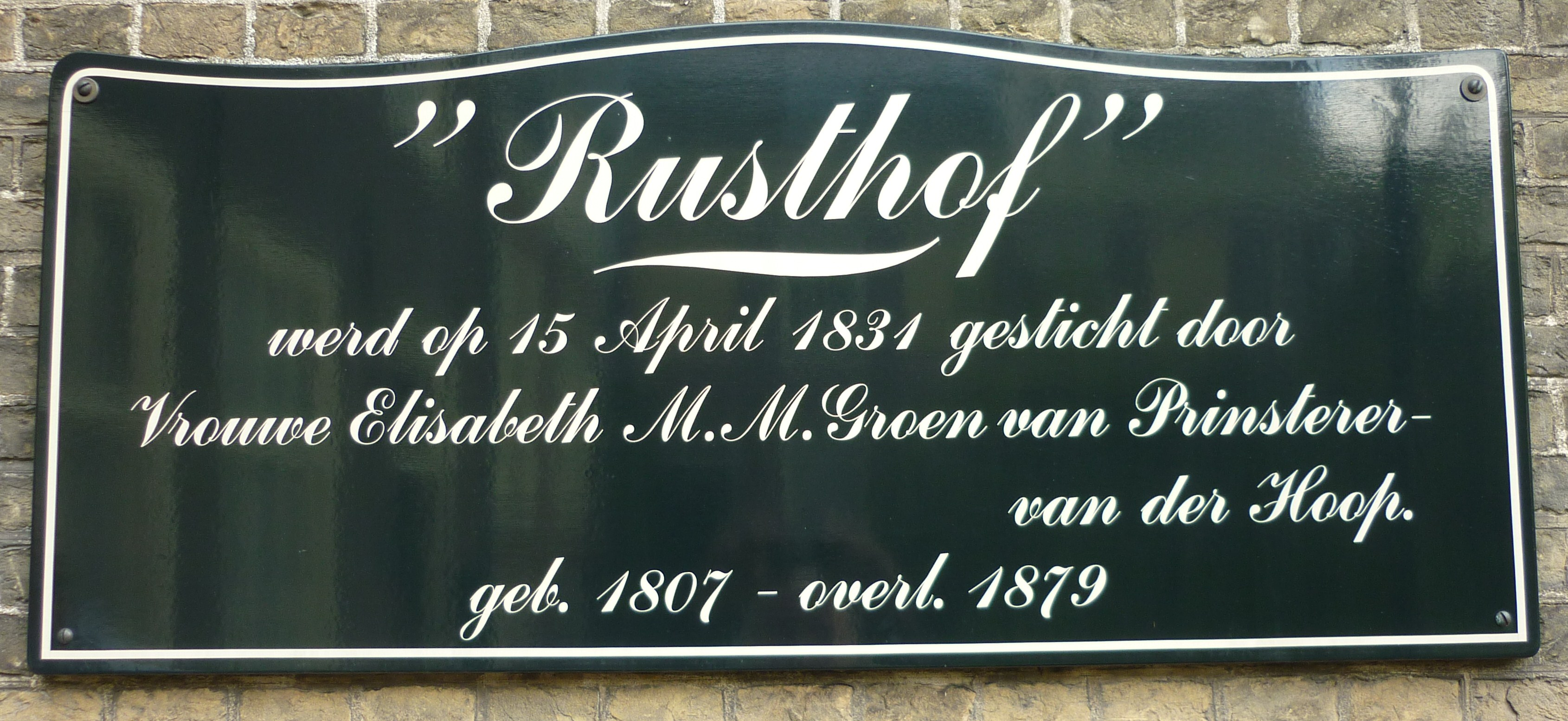

In 1986 begon een uitgebreide restauratie met architect Ton Deurloo. Behalve de beheerderswoning zijn er nu 17 woningen. Bij nummer 45 is de lange gang bij de kamers getrokken, en hebben de bewoners een andere ingang gekregen.

## Trivia
De naaischool bestond al sinds 1831, en was begonnen in de Nobelstraat. Het was ook een stichting van Betsy Groen. In 1857 was het aantal leerlingen zo toegenomen dat de school naar Parkstraat 37 verhuisde.